# Honeyania xanthocraspis
Honeyania xanthocraspis is een vlinder van de familie van de spinneruilen (Erebidae). De wetenschappelijke naam van deze soort is voor het eerst voorgesteld als Eublemma xanthocraspis door George Francis Hampson in een publicatie uit 1910.
De soort komt voor in Kenia en Zimbabwe.